# Vita Chambers
Vita Chambers (Vancouver, Columbia Británica, Canadá 10 de junio de 1993), es una cantante, compositora y modelo canadiense de ascendencia barbadense.
En 2009 inició su carrera musical cantando Heat We en la ceremonia del 'Thanksgiving' en los Estados Unidos, posteriormente en marzo de 2010 lanzó su primer sencillo oficial "Young Money" también lanzó su primer extended play 'The Get Go' en iTunes en abril del mismo año.
Con tan solo 17 años acompañó a Justin Bieber en el My World Tour en 2010 durante su recorrido en Barbados.
Firmó un contrato musical con Universal Republic en 2011 para lanzar cuatro álbumes con el sello. A finales de 2012 comenzó su éxito en Barbados con su mega-hit Fix You que en enero de 2013 consiguió su primer número 1 y fue en Barbados, en febrero de 2013 Vita confirmó que en verano de 2013 se lanzará su álbum debut.

## Biografía

### 2010-presente: Comienzos,Fix Youel primer éxito internacional y álbum debut
Después de haber recorrido Barbados junto a Justin Bieber en el My World Tour en 2010, Vita lanzó su primer extended play que no tuvo mucho éxito, pero su canción 'Young Money' se colocó en el puesto 5 de las listas barbadenses.
A finales de 2012 lanzó oficialmente Fix You con el que en enero de 2013 logró su primer número 1 y entró por primera vez en el 87 en las listas canadiendes lo que significó su comienzo a ser una estrella del pop internacional, logrando ocupar finalmente el puesto 40 en las listas canadienses.
En febrero de 2013 confirmó en una entrevista que lanzará su álbum debut en verano de 2013 y hará su primera gira mundial con el que recorrerá América y Europa principalmente.
Hasta mayo de 2013 su sencillo 'Fix You vendió más de 350 mil descargas en todo el mundo alcanzando puestos como #40 en Canadá o #1 en Barbados o #89 en Estados Unidos.

## Discografía
Álbumes
- 2012: The Get Go - EP

Sencillos
- 2009: Young Money
- 2010: Like Boom
- 2012: Fix You
- 2013: What If?
- 2014: El Camino
- 2014: A+D
- 2014: Tell Me
- 2015: Kings of Love